# Lucius Valerius Messalla Thrasea Poplicola Helvidius Priscus
Lucius Valerius Messalla Thrasea Poplicola Helvidius Priscus ou Lucius Valerius Messalla Thrasea Publicola Helvidius Priscus (d. aut. 170) était un homme politique de l'Empire romain.

## Vie
Fils de Lucius Vipstanus Claudius Poplicola Messalla.
Il était préteur designé dans une année inconnue.
Il fut le père de Lucius Valerius Messalla Thrasea Paetus.